# Unión Roma de Serbia
Roma Unión de Serbia (en serbio: Унија Рома Србије) es un partido político en Serbia. Se trata de un partido de la minoría étnica de la población romaní. Fue fundada en mayo de 2004.
Presidente del partido es Miloš Paunković que sustituye Rajko Đurić. El partido participó en las elecciones parlamentarias serbias de 2007 como una lista independiente y ganó un escaño.